# Engraulicypris sardella
Engraulicypris sardella es una especie de peces de la familia de los
Cyprinidae en el orden de los Cypriniformes.

## Morfología
- Los machos pueden llegar alcanzar los 13 cm de longitud total.[1][2]

## Depredadores
Es depredado por Rhamphochromis longiceps ,Bagrus meridionalis y Diplotaxodon limnothrissa .

## Hábitat
Es un pez de agua dulce y de clima tropical.

## Distribución geográfica
Se encuentran en África: lago Malawi.